# Hermann Drumm

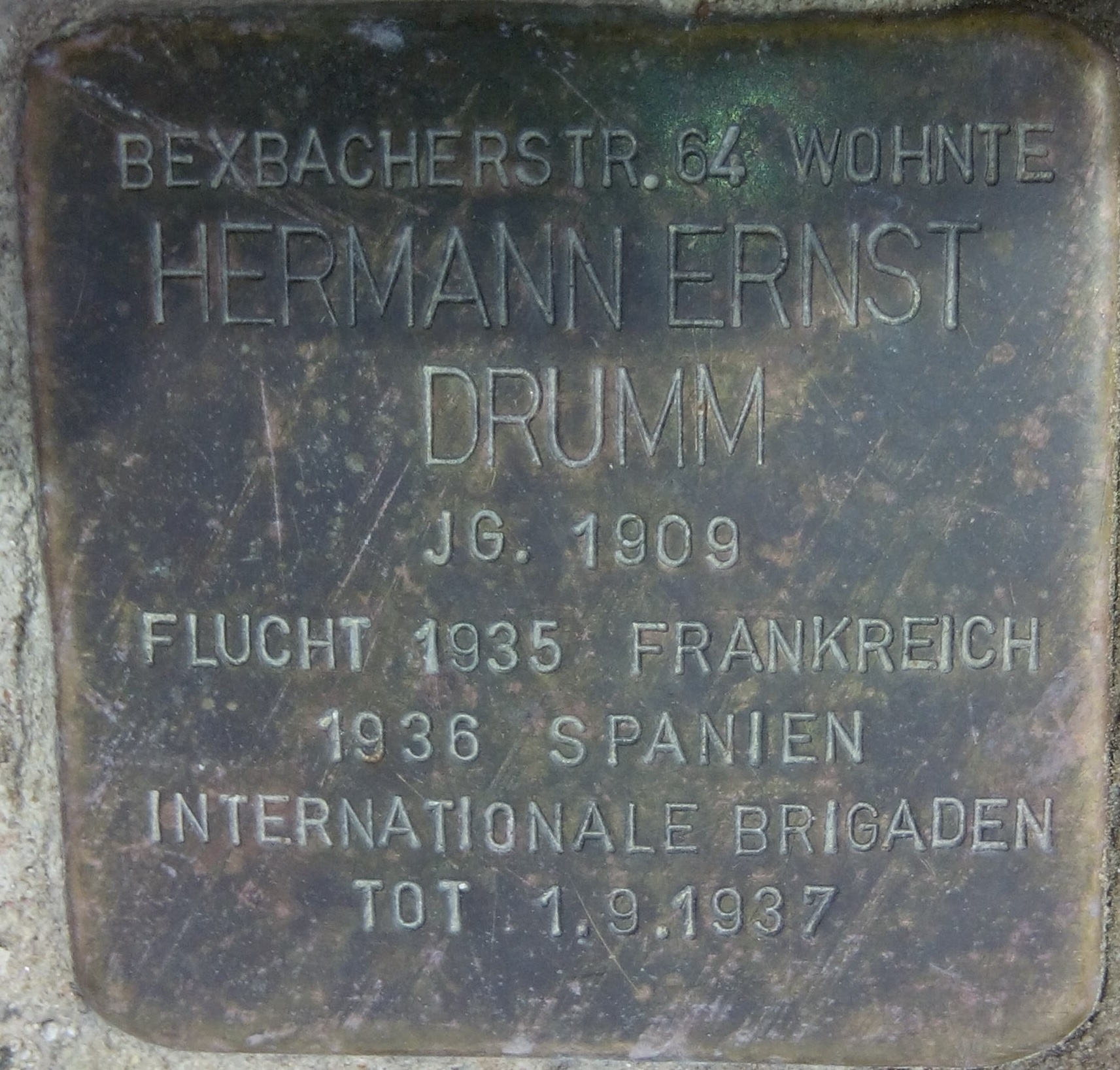
Stolperstein von Hermann Drumm

Hermann Drumm (* 5. Januar 1909 in Wiebelskirchen; † 1. September 1937 in Belchite) war ein deutscher Sozialdemokrat und Freiwilliger im Spanischen Bürgerkrieg.

## Leben
Hermann Drumm wuchs als Sohn einer Bergarbeiterfamilie in Wiebelskirchen auf. 1925 wurde er Arbeiter bei der Grube Kohlwald und schloss sich dem Bergarbeiterverband und der Sozialistischen Arbeiter-Jugend (SAJ) an. Er begann rasch aufzusteigen und wurde Vorsitzender der SAJ und anschließend Vorsitzender des SPD-Ortsverbands in Wiebelskirchen. Mit 23 Jahren wurde er Zahlstellenleiter des Bergarbeiterverbandes und war damit Teil der Kampfleitung der Eisernen Front. Im April 1933 heiratete er Martha Decker.
In der Zeit der Saarabstimmung engagierte er sich in der Einheitsfront und radikalisierte sich. Nach Bekanntgabe des Abstimmungsergebnisses am 15. Januar 1935 wurde Hermann Drumm bei einem Fackelzug der Deutschen Front mit dem Tode bedroht. In der gleichen Nacht versuchte man, in seine Wohnung einzubrechen, was jedoch scheiterte. Am nächsten Tag floh er mit seiner Frau aus dem Saargebiet und setzte sich über Carcassonne, Blaye und das Département Puy-de-Dôme nach Auzat-la-Combelle ab. Dort arbeitete er einige Zeit als Bergmann, bis er sich freiwillig für den Spanischen Bürgerkrieg meldete. Dort wurde er am 27. Februar 1937 am Rio Jarama verwundet. Anschließend besuchte er die Offiziersschule in Pozo Rubio und kehrte im Spätsommer 1937 als Leutnant an die Front zurück. Er fiel am 1. September 1937 bei der Schlacht von Belchite.
Sein Sohn Hermann (1937–2023) wurde in Albacete in Spanien geboren.
2012 wurde auf dem Wibiloplatz in Wiebelskirchen ein Stolperstein für Drumm verlegt.